# Kuhbusch
Als Kuhbusch oder Fußsack wird im Deutschen die Verformung eines Busches oder Jungbaumes durch Verbiss bezeichnet. Beweidung führt zu wiederholter mechanischer Entfernung der Seitentriebe durch Pflanzenfresser.

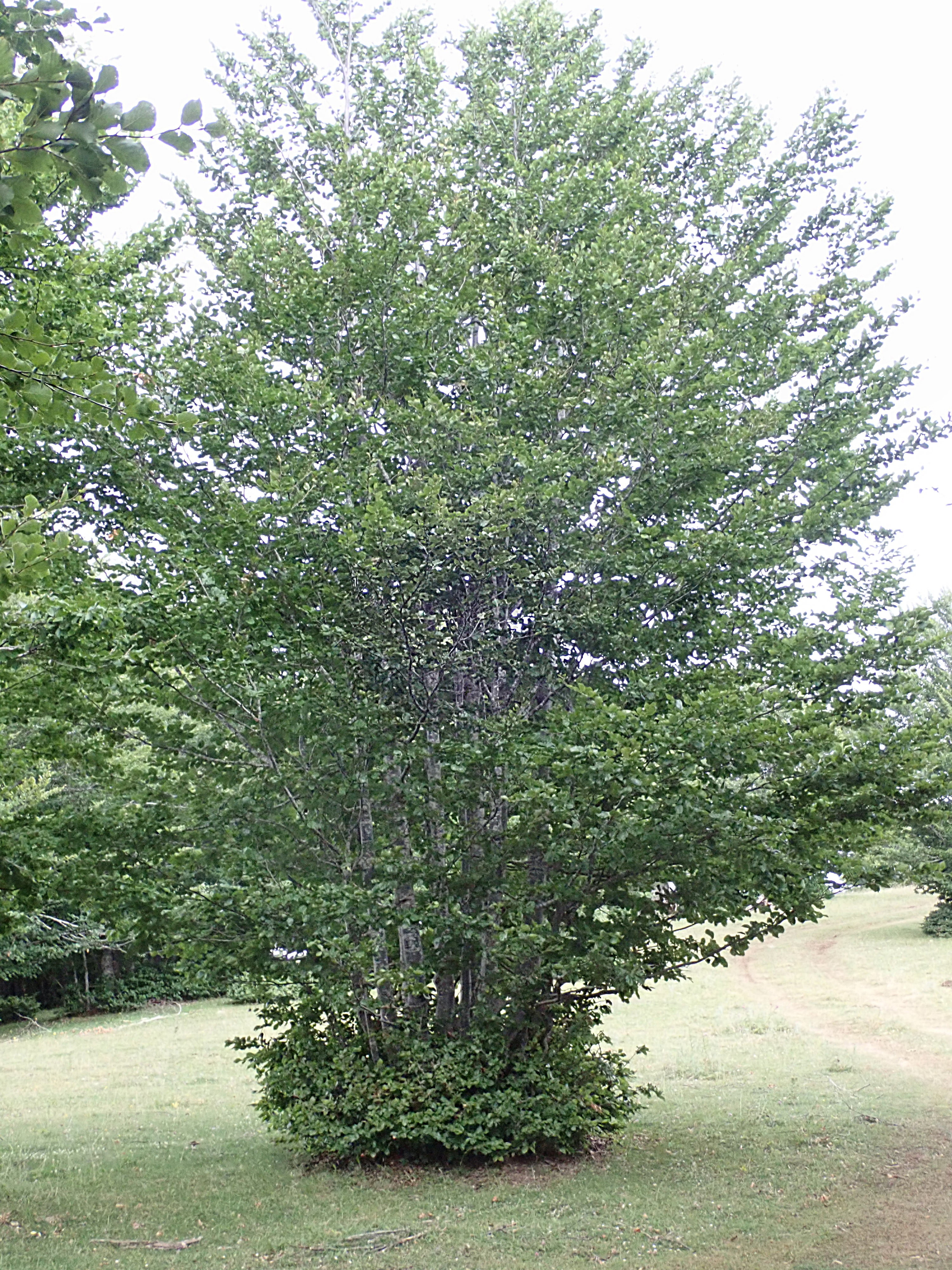
Eine Rotbuche als typischer Kuhbusch im Übergangsstadium zu einer klassischen Weidbuche. Während am Fuß noch die starke Beweidung, der der Baum in seiner Jugend ausgesetzt war, erkennbar ist, wächst die Spitze mittlerweile ungestört in die Höhe. Aufgrund des Verbisses hat der Baum seinen Haupttrieb verloren, stattdessen bildet sich eine breite, aus mehreren Hauptästen bestehende Krone heraus.

Typische Kuhbüsche weisen einen im unteren Stammbereich sehr dichten, kaum durchdringlichen Bewuchs auf, aus dem oben, außerhalb des für Pflanzenfresser erreichbaren Bereiches, ein neuer, kräftiger Trieb erwächst. Verschiedenste Baum- und Straucharten können sich zu Kuhbüschen entwickeln, beispielsweise Rotbuche, Fichte, Schlehe, Zweigriffeliger Weißdorn und Eingriffeliger Weißdorn.

## Bedeutung für Biotopentwicklungen
Durch ihren für Pflanzenfresser kaum durchdringlichen Wuchs sind Kuhbüsche laut Megaherbivorenhypothese ein wirksamer Schutz des betreffenden Gehölzes vor Befraß und haben außerdem eine große Bedeutung als „Kinderstuben“ größerer Bäume in stark beweideten Gebieten, insbesondere für Stiel- und Traubeneichen, die sich in deren Schutz entwickeln können. Weidbuchen, Hutebäume und ähnliche Gehölze entspringen oft einem selbst so gestalteten Jungwuchs oder sind Nutznießer davon.